# Alticola semicanus
Alticola semicanus is een zoogdier uit de familie van de Cricetidae. De wetenschappelijke naam van de soort werd voor het eerst geldig gepubliceerd door G.M. Allen in 1924.